# Shoo (cantora)
Shu Kunimitsu (邦光洙, Kunimitsu Shū, 23 de outubro de 1981) mais profissionalmente conhecida como Shoo (hangul: 슈; rr: Syu) ou pelo seu nome coreano Yoo Soo-young (hangul: 유수영; hanja: 柳水永; rr: Yu Su-yeong; é uma cantora, dançarina e atriz nipo-coreana. Ela estreou como integrante do grupo feminino S.E.S. em 1997, e permaneceu como membro até 2003, quando ocorreu o fim do grupo. Ela retornou sua carreira musical em 2010, com o lançamento de um álbum. Depois de quatro anos de pausa, em 2014 ela retornou na atuação.

## Biografia
Shoo nasceu no dia  23 de outubro de 1981, em Yokohama, Japão. Seu pai é coreano e sua mãe é japonesa. Ela assinou com a S.M. Entertainment após uma audição feita pela mesma para a empresa.

## Carreira

### 1997 - 2002: S.E.S.
Shoo fez sua estreia como integrante do S.E.S. em 1997. O grupo estreou com o álbum e a música ''I'm Your Girl'' no dia 1 de novembro de 1997. O grupo se tornou um dos girl groups com mais vendas de sua geração. O grupo se separou oficialmente em 2002, devido à expiração de seus contratos com a S.M. Entertainment. Bada e Eugene decidiram não renovar os contratos, enquanto Shoo renovou seu contrato.

### 2003 - 2006: Carreira solo
Shoo permaneceu na S.M. Entertainment até 2006. Durante o tempo em que permaneceu lá, ela participou dos álbuns de 2003 e 2004 da SMTown. Em 2006, Shoo assinou com a JIIN Entertainment. Em 2005, ela começou a sua carreira como atriz musical na adaptação sul coreana de Bat Boy: The Musical, que vendeu mais de 110.000 bilhetes na Coreia e no Japão. Em dezembro de 2006, ela declarou que ela vai continuar atuando e que, vai dar uma breve pausa em sua carreira como cantora.

### 2010 - 2015: Estreia solo e outras atividades
Shoo retornou ao cenário musical em janeiro de 2010, quando lançou o seu primeiro mini álbum ''Devote One's Love'', juntamente da faixa principal, ''Only You''.
Em março de 2014, Shoo assinou com a RUN Entertainment e retomou sua carreira como atriz.
Em dezembro de 2014, Shoo se reuniu com Bada e, juntas, fizeram um regresso especial para o episódio ''Saturday for Singers'' do Infinity Challenge. Lá, apresentaram duas músicas (I'm Your Girl e I Love You) com Seohyun, do Girl's Generation, que estava no lugar de Eugene, devido à sua gravidez. Em janeiro de 2015, ela apareceu no show Roommate com suas filhas, Lim Ra Yool e Lim Ra Hee, e seu marido, Hyosung.

### 2016 - Presente: Retorno do S.E.S
No dia 28 de maio, Shoo se reuniu com Bada e Eugene e, juntas, participaram de um evento de caridade, Green Heart Bazaar. Em outubro de 2016, S.E.S. se reuniu para celebrar o aniversário de vinte anos do grupo.
O grupo iniciou um projeto para celebrar o vigésimo aniversário de estreia com o single digital "Love[Story]", uma recrição do single "Love", através do projeto digital da SM Entertainment, SM Station, em 28 de Novembro, e seu vídeo musical foi lançado em 29 de Dezembro.
No início de Dezembro de 2016, foi lançado o reality "Remember, I'm Your S.E.S." com dez episódios. O reality foi exibido no aplicativo Oksusu. Para acompanhar o vigésimo aniversário do grupo, foi realizado o concerto "Remember, the Day", nos dias 30 e 31 de Dezembro.
Em 2 de Janeiro, o álbum especial do vigésimo aniversário de estreia Remember foi lançado. O álbum consiste em singles duplos. "Remember" foi lançado digitalmente em 1 de Janeiro e "Paradise" foi lançado junto com o álbum em 2 de Janeiro. Foi realizado um fanmeet como o último projeto do vigésimo aniversário chamado "I Will Be There, Waiting For You" em 1 de Março em 2017.

## Vida pessoal
Shoo se casou com o jogador de basquete Lim Hyo Sung no dia 11 de abril de 2010, no Seoul Renaissance Hotel. Durante este tempo, ela estava grávida. Em junho de 2010, Shoo deu à luz seu primeiro filho, Lim Yoon.
Em abril de 2013, Shoo deu à luz duas gêmeas, Lim Ra Yool e Lim Ra Hee.

## Discografia
EP
- Devote One's Love (2010)